# Seeland (Alemania)
Seeland (pronunciación en alemán: /ˈzeːlant/ⓘ) es un municipio situado en el distrito de Salzland, en el estado federado de Sajonia-Anhalt (Alemania), a una altitud de 130 metros. Su población a finales de 2015 era de unos 8300 habitantes y su densidad poblacional, 100 hab/km².